# Таскожа
Таскожа (каз. Тасқожа, до 199? — Каменный Карьер) — упразднённое село в Айтекебийском районе Актюбинской области Казахстана. Ликвидировано в 2015 году. Входило в состав Комсомольского сельского округа. Код КАТО — 153430400.

## Население
В 1999 году население села составляло 176 человек (83 мужчины и 93 женщины). По данным переписи 2009 года, в селе проживало 76 человек (37 мужчин и 39 женщин).